# Андроник Московски
Андроник Московски (Спаски; 1320-те, Ростовска област - 13. јун 1373, Москва) - први игуман московског Спасо-Андрониковог манастира, ученик Сергија Радоњешког. Поштован од Руске православне цркве у лицу светитеља као преподобни.

## Биографија
Родом из Ростова. Као младић дошао је преподобном Сергију, и много година био под руководством овог великог учитељаправославља, одликујући се духовним подвизима поста, молитве, смирености и послушности.
Датум смрти у биографији Андроника Московског обично се наводи приближно. Али према Месечнику Симона (Азарија), Андроник је умро 13. јуна 1373. године. Основни подаци о Андронику Московском налазе се у Житију светог Сергија Радоњешког и у Житију светог митрополита Алексија (саставио Пахомије Логотет). Тамо стоји да је код Сергија Радоњешког дошао младић и узео од њега монашки постриг око 1353. године.
Једном је Сергија Радоњешког посетио митрополит Алексије, коме се допао промишљени монах, и одвео га је у Москву, идентификујући га да сагради манастир Свемилостивог Спаситеља, седам миља од Кремља на Јаузи. Године 1361. подигнута је црква коју је осветио митрополит у част лика Спаситеља Нерукотворног, око које је тада основан манастир.
Према Руском биографском речнику А. А. Половцова, у овом манастиру, под окриљем Андроника, касније је познати његов наследник у манастиру игумен монах Сава, иконописци Андреј Рубљов и Данил Черни.

## Канонизација
Андроник Московски канонизован је крајем 15. века, иако монах Јосиф Волоцки већ у свом „Одговору на знатижељнике и кратком предању о светим оцима који су били у манастирима Рустејске земље“ (1507) наводи Андроника као једног од најпоштованијих руских светитеља.
Монах Андроник је сахрањен у Спаској катедрали Андрониковског манастира. Године 1812. Французи су опљачкали манастир, али су мошти остале нетакнуте, међутим, глава је нестала. После 1917. године нестале су и мошти.
Као резултат археолошких истраживања 1993. године, испод древног олтара Спаске катедрале Андрониковог манастира, откривене су најстарији слојеви које је научни руководилац ископавања, професор Олег Уљанов, приписао оснивачима Спасо-Андрониковог манастира. - Андроник Московски и Сава Московски.
Године 1981. његово име је уврштено у Сабор Радоњешких светаца.
Православна црква га прославља 13. јун, 6. јул (Свети Радоњешки), 2. недеља по Духовима.